# ناحیه اوهرسکه هرادیشتی
ناحیه اوهرسکه هرادیشتی (به لاتین: Uherské Hradiště District) یک شهرستان‌ در جمهوری چک است که در منطقه زلین واقع شده‌است. ناحیه اوهرسکه هرادیشتی ۹۹۱٫۳۷ کیلومتر مربع مساحت و ۱۴۳٬۸۱۴ نفر جمعیت دارد.